# St. Nikolaus (Milbitz)

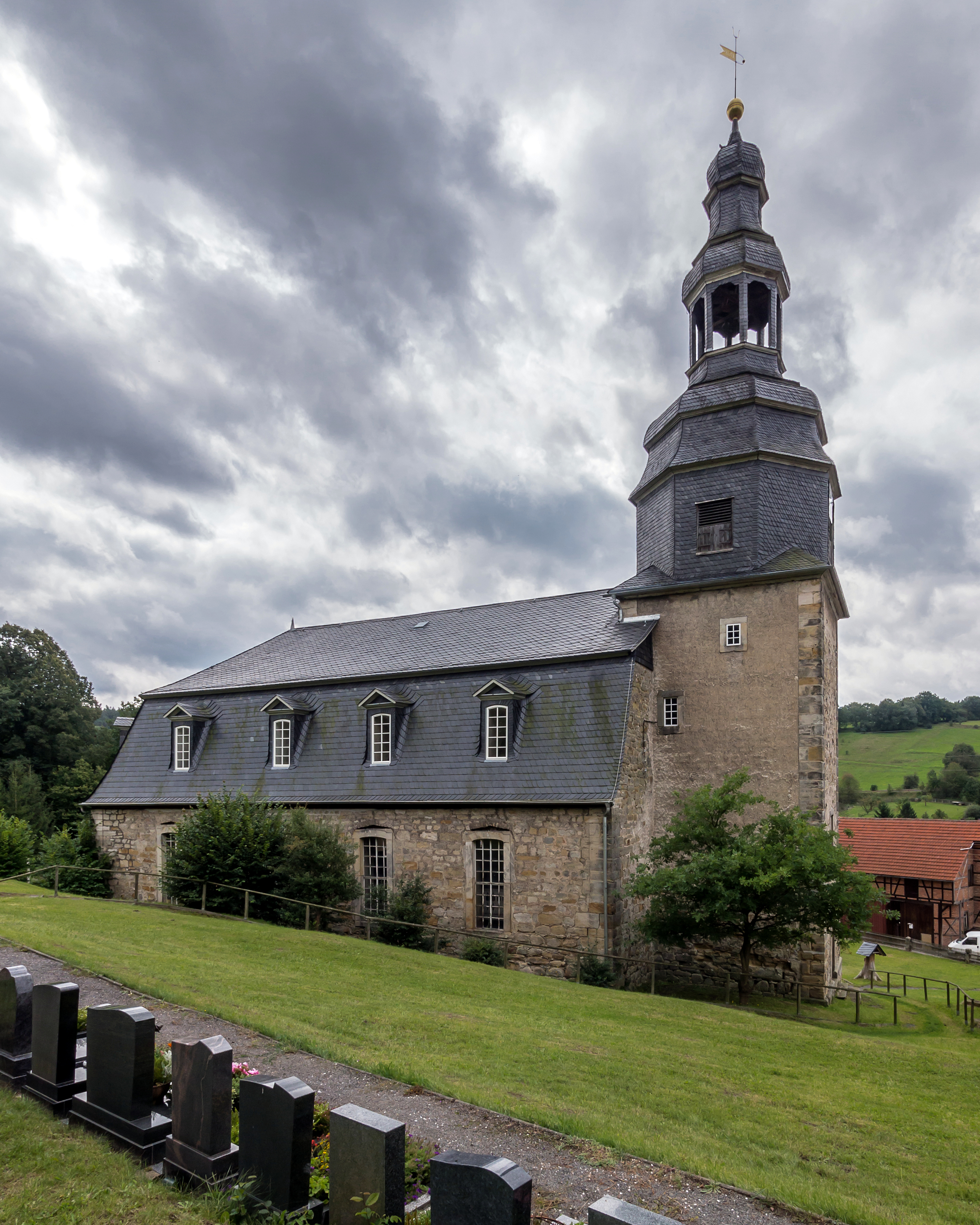
Die Kirche

Die evangelische Dorfkirche St. Nikolaus steht im Ortsteil Milbitz der Gemeinde Königsee im Landkreis Saalfeld-Rudolstadt in Thüringen.
Die erste Dorfkirche wurde im Jahre 1340 erbaut. Es ist ungewiss, ob die im Jahr 1603 als Nicolaikirche erwähnte Kirche ein Neubau ist oder noch das Gebäude aus dem Mittelalter. Die heutige Kirche wurde zwischen 1760 und 1786 errichtet. Der Innenausbau begann schon 1774 und dauerte bis 1794.  
Die Orgel nimmt in zwei Geschossen Platz ein. Sie erbaute 1774 der Milbitzer Orgelbauer Johann Daniel Schulze; sie ist fast original erhalten.